# Альбіон (Вашингтон)
Альбіон (англ. Albion) — місто (англ. town) в США, в окрузі Вітмен штату Вашингтон. Населення — 550 осіб (2020).

## Географія
Альбіон розташований за координатами 46°47′31″ пн. ш. 117°15′3″ зх. д. / 46.79194° пн. ш. 117.25083° зх. д. (46.791984, -117.250758).  За даними Бюро перепису населення США в 2010 році місто мало площу 0,92 км², уся площа — суходіл. В 2017 році площа становила 1,02 км², уся площа — суходіл.

## Демографія
Згідно з переписом 2010 року, у місті мешкало 579 осіб у 271 домогосподарстві у складі 154 родин. Густота населення становила 629 осіб/км².  Було 302 помешкання (328/км²).
Расовий склад населення:
| - 92,4 % — білих - 1,0 % — азіатів - 0,7 % — чорних або афроамериканців - 0,5 % — корінних американців |

До двох чи більше рас належало 4,8 %. Частка іспаномовних становила 3,1 % від усіх жителів.
За віковим діапазоном населення розподілялося таким чином: 23,7 % — особи молодші 18 років, 66,8 % — особи у віці 18—64 років, 9,5 % — особи у віці 65 років та старші. Медіана віку мешканця становила 37,2 року. На 100 осіб жіночої статі у місті припадало 97,6 чоловіків;  на 100 жінок у віці від 18 років та старших — 91,3 чоловіків також старших 18 років.
Середній дохід на одне домашнє господарство  становив 49 365 доларів США (медіана — 37 875), а середній дохід на одну сім'ю — 48 283 долари (медіана — 36 500). За межею бідності перебувало 13,3 % осіб, у тому числі 15,6 % дітей у віці до 18 років та 2,5 % осіб у віці 65 років та старших.
Цивільне працевлаштоване населення становило 314 особи. Основні галузі зайнятості: освіта, охорона здоров'я та соціальна допомога — 37,9 %, мистецтво, розваги та відпочинок — 14,3 %, виробництво — 14,0 %.